# Caldasmierpitta
De Caldasmierpitta (Grallaria milleri) is een zangvogel uit de familie Grallariidae (mierpitta's). Deze vogel is genoemd naar zijn ontdekker, de Amerikaanse ontdekkingsreiziger en verzamelaar Leo Edward Miller (1887-1952).

## Verspreiding en leefgebied
Deze soort is endemisch in Colombia en telt twee ondersoorten:
- G. m. gilesi: noordelijk-midden Andes.
- G. m. milleri: midden Andes.

## Status
De grootte van de populatie is in 2014 geschat op 10.000-20.000 volwassen vogels. Omdat het verspreidingsgebied klein is en de soort achteruitgaat door habitatverlies heeft deze soort op de Rode lijst van de IUCN de status kwetsbaar.